# Pentahydrite
La pentahydrite est un minéral de la classe des sulfates qui appartient au groupe de la chalcantite. Son nom fait référence à sa composition chimique avec cinq (penta-) molécules d'eau (hydr-) dans sa formule.

## Caractéristiques
La pentahydrite est un sulfate de magnésium pentahydraté de formule chimique MgSO4·5H2O. Elle cristallise dans le système triclinique généralement sous forme d'efflorescences. Sa dureté sur l'échelle de Mohs est de 2,5.

## Classification
Selon la classification de Nickel-Strunz, la pentahydrite appartient à "07.CB: Sulfates (séléniates, etc.) sans anions additionnels, avec H2O, avec des cations de taille moyenne", avec les minéraux suivants : dwornikite, gunningite, kiesérite, poitevinite, szmikite, szomolnokite, cobaltkiesérite, sandérite, bonattite, aplowite, boyléite, ilésite, rozénite, starkeyite, drobecite, cranswickite, chalcantite, jôkokuite, sidérotile, bianchite, chvaleticéite, ferrohexahydrite, hexahydrite, moorhouséite, nickelhexahydrite, retgersite, biebérite, boothite, mallardite, mélantérite, zinc-mélantérite, alpersite, epsomite, goslarite, morénosite, alunogène, méta-alunogène, aluminocoquimbite, coquimbite, paracoquimbite, rhomboclase, kornélite, quenstedtite, lausénite, lishizhénite, römerite, ransomite, apjohnite, bilinite, dietrichite, halotrichite, pickeringite, redingtonite, wupatkiite et méridianiite.

## Formation et gisements
La pentahydrite a été découverte dans le district de Cripple Creek, dans le comté de Teller (Colorado, États-Unis). Elle a été également décrite à West Salt Creek dans des efflorescences dans des shales (Comté de Mesa, Colorado) et dans les états nord-américains d'Arizona, de Californie, du Montana, du Nevada, de l'Utah et de Virginie, où elle a été trouvée dans des efflorescences sur des bois miniers. En dehors des États-Unis, elle a été décrite en Allemagne, en Argentine, en Autriche, en Hongrie, en Italie, en Inde, en Namibie, en Norvège, au Pérou, en Pologne, en Tchéquie, en Russie et au Sénégal, où on la trouve dans des sols de sulfates acides,.
Elle est généralement associée à d'autres minéraux tels que l'alunogène et la chalcantite.